# 수르트 (마블 코믹스)
수르트(Surtur)는 마블 코믹스의 슈퍼빌런 캐릭터로, 북유럽 신화에 등장하는 동명의 불 거인을 기반으로 한 토르의 악당이다. 1963년 10월 《저니 인투 미스터리》 97호에 처음 등장했고, 스탠 리와 잭 커비가 공동 창작하였다.

## 담당 배우

### 영화
- 토르: 라그나로크(2017) - 타이카 와이티티(모션캡처), 클랜시 브라운(목소리)

## 담당 성우

### TV 애니메이션
- 어벤저스: 지구 최강의 영웅들(2010) - 릭 D. 와서먼

### 비디오 게임
- 토르: 천둥의 신(2011) - 릭 D. 와서먼
- 마블 슈퍼 히어로 스쿼드 온라인(2011) - 존 디마지오